# Diocese de Luziânia

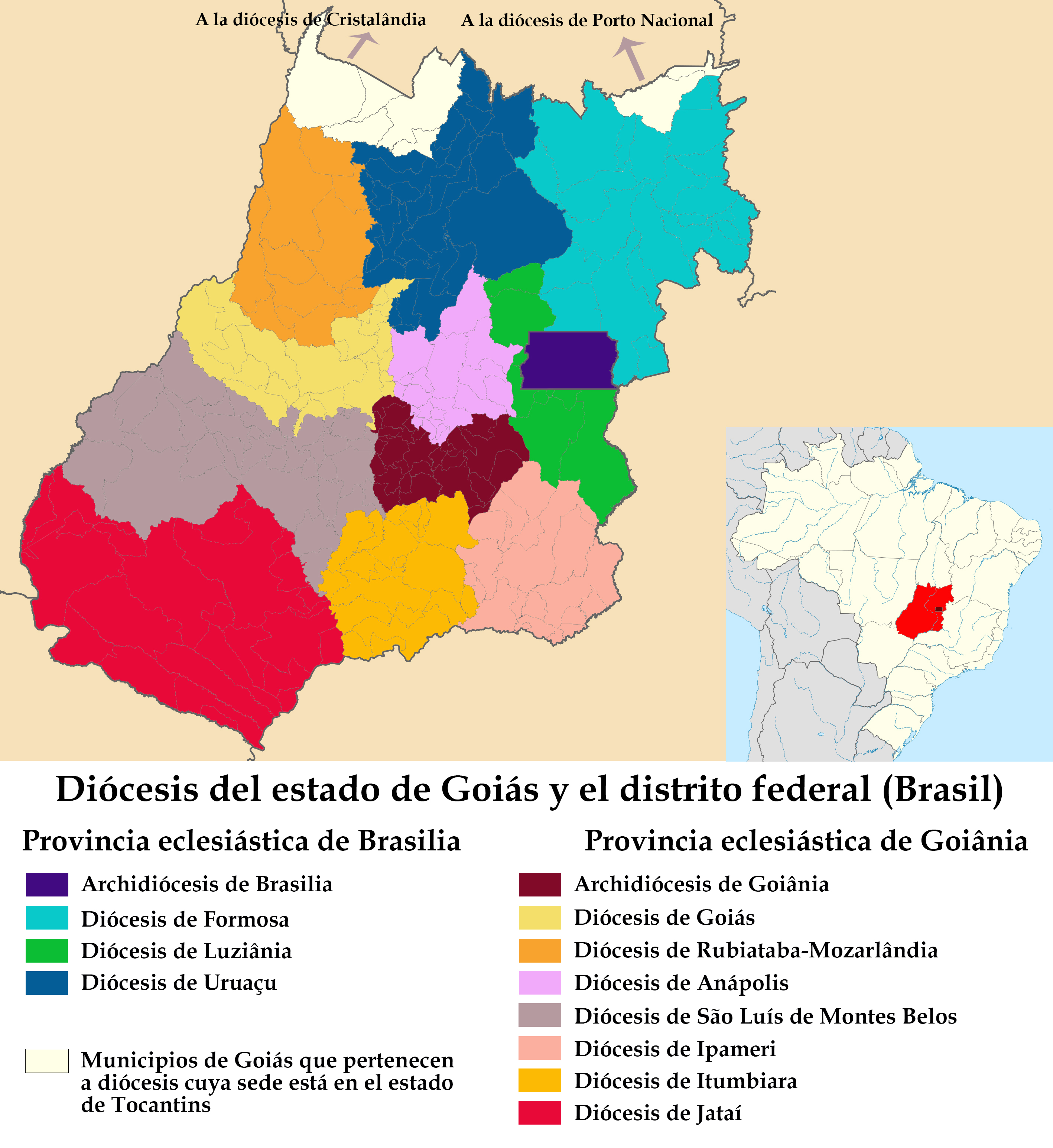
Províncias eclesiásticas da regional CNBB Centro-Oeste.

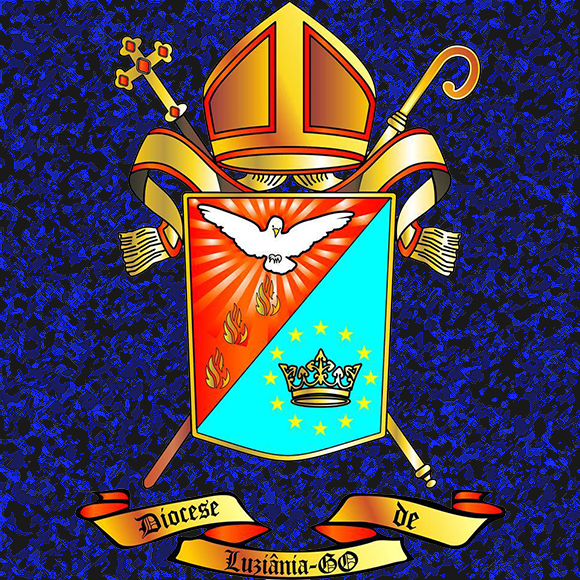
Brasão da Diocese de Luziânia.

A Diocese de Luziânia (Dioecesis Lucianiensis) é uma circunscrição eclesiástica da Igreja Católica no Brasil. Pertence ao Conselho Episcopal Regional Centro-Oeste da Conferência Nacional dos Bispos do Brasil (CNBB). A sé episcopal está na Catedral do Divino Espírito Santo, na cidade de Luziânia, em Goiás.
Em 28 de maio de 2025, o Papa Leão XIV nomeou Francisco Agamenilton Damascena como bispo da diocese.

## História
A diocese foi erigida canonicamente pelo Papa João Paulo II, por meio da Constituição apostólica Lucianiensis, de 29 de março de 1989.

## Bispos
|                   | Nome                                      | Período    | Notas                               |
| Bispos            | Bispos                                    | Bispos     | Bispos                              |
| ----------------- | ----------------------------------------- | ---------- | ----------------------------------- |
| 1.º               | Agostinho Stefan Januszewicz, O.F.M.Conv. | 1989–2004  |                                     |
| 2.º               | Afonso Fioreze, C.P.                      | 2004–2017  |                                     |
| 3.º               | Waldemar Passini Dalbello                 | 2017–2025  | Nomeado bispo coadjutor de Anápolis |
| 4.º               | Francisco Agamenilton Damascena           | 2025–atual |                                     |
| Bispo coadjutor   |                                           |            |                                     |
|                   | Afonso Fioreze, C.P.                      | 2003–2004  |                                     |
|                   | Waldemar Passini Dalbello                 | 2014–2017  |                                     |
| Bispos auxiliares |                                           |            |                                     |
|                   | José Carlos dos Santos, F.D.P.            | 2001–2002  | Morreu em 25 de março de 2002       |

## Situação geográfica, demografia e paróquias
O território da diocese foi constituído a partir do desmembramento das dioceses de Anápolis, Ipameri e Uruaçu. A diocese abrange os municípios de Águas Lindas de Goiás, Cidade Ocidental, Cristalina, Luziânia, Mimoso de Goiás, Novo Gama, Padre Bernardo, Santo Antônio do Descoberto, Valparaíso de Goiás, todos da Microrregião do Entorno do Distrito Federal. Está organizada administrativamente em cinco foranias episcopais e 32 paróquias tendo como sede a cidade de  Luziânia.

## Congregações religiosas e institutos seculares
Na diocese estão presentes as seguintes congregações e institutos:
- Congregação das Irmãs Filhas do Puríssimo Coração da Santíssima Virgem Maria
- Congregação das Irmãs Franciscanas da Sagrada Família de Maria
- Congregação das Irmãs Franciscanas Hospitaleiras da Imaculada Conceição
- Congregação das Irmãs Mestras de Santa Doroteia, filhas dos Sagrados Corações
- Congregação das Irmãs Missionárias Capuchinhas de São Francisco de Assis, do Brasil
- Congregação das Pequenas Irmãs da Divina Providência
- Congregação dos Sagrados Estigmas de Nosso Senhor Jesus Cristo
- Instituto Secular das Servas de Jesus Sacerdote
- Irmãs Franciscanas da Divina Misericórdia
- Irmãs Missionárias dos Pobres
- Ordem dos Frades Menores Capuchinhos
- Ordem dos Frades Menores Conventuais